# Operazione Collar (raid terrestre)
L'operazione Collar era la parola in codice per il primo raid dei British Commandos condotto dalle forze britanniche durante la seconda guerra mondiale. Il luogo scelto per il raid era il dipartimento del Passo di Calais, sulla costa francese. I commandos britannici non erano stati costituiti da molto tempo e non erano ancora addestrati; l'operazione fu affidata alla No. 11 Independent Company sotto il comando del maggiore Ronnie Tod.
L'obiettivo del raid era la ricognizione di quattro località e la cattura di prigionieri. Nella notte tra il 24 e il 25 giugno 1940, 115 uomini della No. 11 Independent Company effettuarono l'operazione, ma non riuscirono a raccogliere informazioni o a danneggiare le attrezzature tedesche; il loro unico successo fu l'uccisione di due sentinelle tedesche.

## Contesto
Dopo l'evacuazione da Dunkerque della British Expeditionary Force nel 1940, il primo ministro Winston Churchill chiese che venisse costituita ed equipaggiata una forza militare per infliggere perdite ai tedeschi e sostenere il morale britannico. Churchill disse ai capi di stato maggiore congiunti di proporre misure per un'offensiva contro l'Europa occupata dai tedeschi e dichiarò: "Devono essere preparate truppe appositamente addestrate della classe dei cacciatori, in grado di sviluppare un regno di terrore lungo le coste nemiche".
Un ufficiale di stato maggiore, il tenente colonnello Dudley Clarke, aveva già presentato una proposta del genere al generale sir John Dill, capo di stato maggiore imperiale. Dill, consapevole delle intenzioni di Churchill, approvò la proposta di Clarke. I commandos passarono sotto il controllo operativo del Quartier Generale delle Operazioni Combinate. L'uomo inizialmente scelto come comandante era l'ammiraglio sir Roger Keyes, un veterano della campagna di Gallipoli e del raid di Zeebrugge nella prima guerra mondiale.
Nel 1940 fu lanciato un appello per la ricerca di volontari tra i soldati dell'esercito in servizio in alcune formazioni ancora presenti in Gran Bretagna e tra gli uomini delle Compagnie Indipendenti delle divisioni in scioglimento originariamente reclutati dalle divisioni dell'Esercito Territoriale che avevano prestato servizio nella campagna di Norvegia. Nell'autunno del 1940 più di 2 000 uomini si erano offerti volontari per l'addestramento dei commando.
Sotto la pressione di Winston Churchill per iniziare le operazioni di raid, il Quartier Generale delle Operazioni Combinate ideò l'operazione Collar. L'obiettivo dell'operazione era la ricognizione della costa francese e la cattura di prigionieri. Il raid avrebbe avuto luogo solo tre settimane dopo l'operazione Dynamo, l'evacuazione della British Expeditionary Force da Dunkerque, e dopo che i francesi avevano appena firmato il secondo armistizio di Compiègne con la Germania il 22 giugno 1940.
I nuovi British Commandos non erano ancora adeguatamente addestrati e la maggior parte delle unità era ancora a corto di truppe. Fu selezionata una compagnia indipendente tra quelle che stavano per essere assorbite nei commandos. L'unità scelta fu la No. 11 Independent Company, sotto il comando del maggiore Ronnie Tod degli Argyll and Sutherland Highlanders. La No. 11 Independent Company era stata creata dopo le altre compagnie indipendenti il 14 giugno 1940. Fu formata chiedendo volontari agli uomini già in servizio nelle altre compagnie e aveva un organico di 25 ufficiali e 350 altri gradi.

## Missione
Dopo essere stata selezionata per effettuare il primo raid di commando nella Francia occupata, la No. 11 Independent Company fu trasferita dalla sua base in Scozia al porto britannico di Southampton, sulla costa meridionale. Al suo arrivo, la compagnia condusse una serie di esercitazioni contro un battaglione di fanteria locale sul fiume Hamble. Durante l'esercitazione gli uomini scoprirono che le imbarcazioni in dotazione non erano abbastanza buone per trasportarli attraverso La Manica. Non avendo altri mezzi di trasporto, si rivolsero alla Royal Air Force (RAF) per ottenere l'uso di quattro delle sue imbarcazioni di soccorso aeronautico con sede a Dover, Ramsgate e Newhaven.
Il raid sarebbe stato effettuato da 115 ufficiali e altri ranghi, divisi in quattro gruppi. Ogni gruppo sarebbe stato sbarcato su una delle spiagge bersaglio a Neufchâtel-Hardelot, Stella Plage, Berck e Le Touquet. Dovevano trascorrere non più di 80 minuti a terra prima di tornare alle loro imbarcazioni. Le imbarcazioni della RAF non erano attrezzate per una missione del genere, mancavano di un equipaggiamento di navigazione preciso e le bussole erano notoriamente inaffidabili. Attraversando il canale vennero anche notati dagli aerei di pattuglia della RAF che, non essendo a conoscenza della missione, si avvicinarono per indagare. Intorno alle 02:00 del 24 giugno 1940, le imbarcazioni raggiunsero la Francia e sbarcarono i loro uomini.
Il gruppo sbarcato a Le Touquet aveva come obiettivo l'hotel Merlimont Plage. L'intelligence aveva suggerito che i tedeschi stavano usando l'hotel come caserma. Quando il gruppo raggiunse l'hotel, scoprì che era vuoto e che le porte e le finestre erano sbarrate. Non riuscendo a trovare un altro obiettivo, tornarono alla spiaggia, solo per scoprire che la loro barca aveva ripreso il largo. Durante l'attesa, due sentinelle tedesche si imbatterono nel gruppo e vennero silenziosamente baionettate. Un'altra pattuglia tedesca si avvicinò attraverso le dune di sabbia e il gruppo fu costretto a nuotare verso la barca, lasciando dietro di sé le armi.
Il gruppo sbarcato ad Hardelot penetrò per diverse centinaia di metri nell'entroterra e tornò alla propria imbarcazione senza incontrare alcun tedesco. Gli uomini sbarcati a Berck scoprirono un ancoraggio per idrovolanti, ma era troppo difeso per rischiare un attacco. L'ultimo gruppo sbarcò a Stella Plage al comando di Tod. Incontrò una pattuglia tedesca e nel breve scambio di fuoco che seguì, un uomo rimase leggermente ferito.

## Conseguenze
Dopo che i commandos tornarono in Inghilterra, il Ministero dell'Informazione emise un comunicato:
| "Incursori navali e militari, in collaborazione con la RAF, effettuarono con successo ricognizioni delle coste nemiche: furono effettuati sbarchi in diversi punti e furono presi contatti con le truppe tedesche. Furono inflitte perdite al nemico, ma non ci furono vittime britanniche, e sono state ottenute molte informazioni utili". |

L'operazione ebbe un successo parziale: due sentinelle tedesche furono uccise e l'unica vittima fu il tenente colonnello Dudley Clark, in qualità di osservatore, che ricevette una leggera ferita a Stella Plage. Nonostante il successo limitato della prima operazione del commando, nel giro di un anno Adolf Hitler, parlando dei commando, li definì "truppe del terrore e del sabotaggio" che, a suo dire, "agivano al di fuori della convenzione di Ginevra". La macchina propagandistica tedesca li definì "teppisti assassini e sgozzatori" che uccidevano indiscriminatamente soldati e civili, preferendo uccidere i loro nemici piuttosto che fare prigionieri.